# Paul Obiefule
Paul Obiefule est un footballeur nigérian né le 15 mai 1986 à Owerri. Il évolue au poste de milieu défensif

## Palmarès
- Hønefoss BK
  - Champion de 2e division norvégienne en 2011.